# Hấp dẫn bề mặt
Hấp dẫn bề mặt (g) của một thiên thể là gia tốc trọng trường của các vật thể nằm tại bề mặt và ngay tại xích đạo của thiên thể đó. Hấp dẫn bề mặt được coi bằng gia tốc hấp dẫn của một hạt thử giả thiết khối lượng không đáng kể nằm gần bề mặt của thiên thể đó.
| Thiên thể   | Hấp dẫn bề mặt |
| ----------- | -------------- |
| Mặt Trời    | 28,02 g        |
| Sao Thủy    | 0,38 g         |
| Sao Kim     | 0,904 g        |
| Trái Đất    | 1,00 g         |
| Mặt Trăng   | 0,165 4 g      |
| Sao Hỏa     | 0,376 g        |
| Phobos      | 0,000 581 g    |
| Deimos      | 0,000 306 g    |
| Ceres       | 0,027 5 g      |
| Sao Mộc     | 2,53 g         |
| Io          | 0,183 g        |
| Europa      | 0,134 g        |
| Ganymede    | 0,146 g        |
| Callisto    | 0,126 g        |
| Sao Thổ     | 1,07 g         |
| Titan       | 0,14 g         |
| Enceladus   | 0,011 3 g      |
| Thiên Vương | 0,89 g         |
| Hải Vương   | 1,14 g         |
| Triton      | 0,080 g        |
| Diêm Vương  | 0,067 g        |
| Eris        | 0,068 g        |
| 67P-CG      | 0,000 017 g    |

Hấp dẫn bề mặt được đo theo đơn vị của gia tốc, trong hệ SI bằng mét trên giây bình phương. Nó cũng được biểu thị theo bội của gia tốc trọng trường Trái Đất, g = 9,80665 m/s2. Trong vật lý thiên văn, hấp dẫn bề mặt cũng được biểu thị theo log g, trong đó g lấy đơn vị theo hệ CGS-đơn vị của gia tốc bằng xentimét trên giây bình phương-sau đó lấy lôgarit cơ số 10.
Hấp dẫn bề mặt tại sao lùn trắng rất lớn, và tại sao neutron còn lớn hơn. Hấp dẫn bề mặt của một sao neutron lên tới 7×1012 m/s² với giá trị điển hình bằng bội ×1012 m/s² (gấp 1011 lần của Trái Đất). Các sao neutron cóvận tốc thoát vào khoảng 100.000 km/s, bằng 33,33 % tốc độ ánh sáng.